# داربی لوید رینز
داربی لوید رینز (انگلیسی: Darby Lloyd Rains؛ زاده ۱۹۴۸ (۷۶–۷۷ سال)) یک بازیگر پورنوگرافی اهل ایالات متحده آمریکا است.